# Vitali Makárov
Vitali Valérievich Makárov –en ruso, Виталий Валерьевич Макаров– (Teguldet, 23 de junio de 1974) es un deportista ruso que compitió en judo.
Participó en los Juegos Olímpicos de Atenas 2004, obteniendo una medalla de plata en la categoría de –73 kg. Ganó tres medallas en el Campeonato Mundial de Judo entre los años 1999 y 2003, y dos medallas en el Campeonato Europeo de Judo, plata en 2000 y bronce en 1999.

## Palmarés internacional
| Juegos Olímpicos   | Juegos Olímpicos         | Juegos Olímpicos  | Juegos Olímpicos |
| Año                | Lugar                    | Medalla           | Categoría        |
| ------------------ | ------------------------ | ----------------- | ---------------- |
| 2004               | Atenas (Grecia)          | Medalla de plata  | –73 kg           |
| Campeonato Mundial |                          |                   |                  |
| Año                | Lugar                    | Medalla           | Categoría        |
| 1999               | Birmingham (Reino Unido) | Medalla de plata  | –73 kg           |
| 2001               | Múnich (Alemania)        | Medalla de oro    | –73 kg           |
| 2003               | Osaka (Japón)            | Medalla de bronce | –73 kg           |
| Campeonato Europeo |                          |                   |                  |
| Año                | Lugar                    | Medalla           | Categoría        |
| 1999               | Bratislava (Eslovaquia)  | Medalla de bronce | –73 kg           |
| 2000               | Breslavia (Polonia)      | Medalla de plata  | –73 kg           |